# Steele (Alabama)
Steele es un pueblo ubicado en el condado de St. Clair en el estado estadounidense de Alabama. En el censo de 2000, su población era de 1093.

## Demografía
En el 2000 la renta per cápita promedia del hogar era de $ 32.941$, y el ingreso promedio para una familia era de 37.885$. El ingreso per cápita para la localidad era de 15.380$. Los hombres tenían un ingreso per cápita de 31.346$ contra 20.385$ para las mujeres.

## Geografía
Steele está situado en 33°56′25″N 86°11′58″O / 33.94028, -86.19944 (33.940172, -86.199523).
Según la Oficina del Censo de los EE. UU., la ciudad tiene un área total de 6.52 millas cuadradas (16.89 km²).